# Phyllodoce erythraeensis
Phyllodoce erythraeensis är en ringmaskart som beskrevs av Gravier 1900. Phyllodoce erythraeensis ingår i släktet Phyllodoce och familjen Phyllodocidae. Inga underarter finns listade i Catalogue of Life.